# El camelo del globo

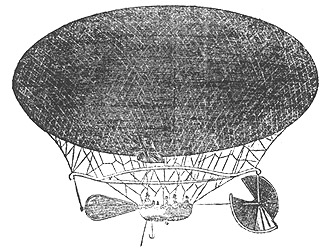
Ilustración de La Victoria que acompañó el artículo noticioso.

"El camelo del globo" (según la traducción de Cortázar) o "El infundio del globo" (según traducciones españolas) es el título (The Balloon-Hoax) utilizado en colecciones y antologías de un artículo periodístico escrito por Edgar Allan Poe, publicado por primera vez en 1844. Originalmente presentado como una historia verdadera, detallaba el viaje de tres días del europeo Monck Mason a través del Océano Atlántico en un globo aerostático. Fue más tarde revelado como bulo y la historia fue retractada dos días después.

## Visión general
La historia ahora conocida como "El camelo del globo" fue impreso por primera vez en el diario The Sun en Nueva York. El artículo proporcionó una cuenta detallada y altamente verosímil de un viaje en globo de aire caliente por el aeronauta europeo Monck Mason a través del Océano Atlántico que toma 75 horas, junto con un esquema y especificaciones del oficio.
Poe pudo haber sido inspirado, al menos en parte, por un bulo periodístico previo conocido como el "El Gran Engaño de la Luna (Great Moon Hoax)", publicado en el mismo diario en 1835. Uno de los escritores sospechosos de aquel bulo, Richard Adams Locke, era el editor de Poe en el momento que "El camelo del globo" fue publicado. Poe había expresado por una década que el Engaño de la Luna Grande del diario había plagiado (por la manera de Locke) la idea básica de "La Incomparable Aventura de un tal Hans Pfaall", una de las historias menos exitosas de Poe, la cual también involucraba habitantes similares Luna. Poe sentía que The Sun había hecho ganancias enormes de su historia sin darle crédito. (El enojo de Poe con The Sun es narrado en el libro The Sun and the Moon de 2008 por Matthew Goodman.)

## Historia de publicación

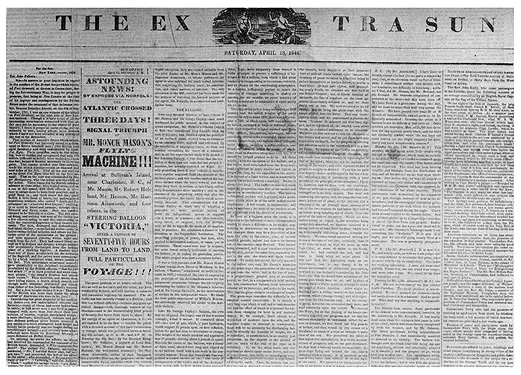
Sábado 13 de abril de 1844, historia en el Sol de Nueva York

La historia fue publicada por primera vez el 13 de abril de 1844 en el Sol de Nueva York. Corrió con el titular:

ASTOUNDING NEWS!

BY EXPRESS VIA NORFOLK:
THE ATLANTIC CROSSED
IN THREE DAYS!
SIGNAL TRIUMPH OF
MR. MONCK MASON'S
FLYING MACHINE!!!
Arrival at Sullivan's Island,
near Charlestown, S. C., of
Mr. Mason, Mr. Robert Hol-
land, Mr. Henson, Mr. Har-
rison Ainsworth, and four
others, in the
STEERING BALLOON
"VICTORIA,"
AFTER A PASSAGE OF
SEVENTY-FIVE HOURS
FROM LAND TO LAND.
FULL PARTICULARS
OF THE

VOYAGE!!!
¡NOTICIAS ASOMBROSAS!

POR EXPRESO A TRAVÉS DE NORFOLK:
¡EL ATLÁNTICO FUE CRUZADO
EN TRES DÍAS!
¡¡¡SEÑAL TRIUNFADORA DE
LA MÁQUINA VOLADORA
DEL SR. MONCK MASON!!!
Llegada a la isla de Sullivan,
cerca de Charlestown, S. C., del
Sr. Mason, el Sr. Robert Hol-
land, el Sr. Henson, el Sr. Har-
rison Ainsworth, y otros
cuatro, en el
GLOBO DE DIRECCIÓN
"VICTORIA,"
DESPUÉS DE UN PASAJE DE
SETENTA Y CINCO HORAS
DE TIERRA A TIERRA.
¡¡¡DATOS COMPLETOS
DEL

VIAJE!!!

Un retractación respecto al artículo fue impresa en The Sun el 15 de abril de 1844:
 

BALLOON - The mails from the South last Saturday night not having brought a confirmation of the arrival of the Balloon from England, the particulars of which from our correspondent we detailed in our Extra, we are inclined to believe that the intelligence is erroneous. The description of the Balloon and the voyage was written with a minuteness and scientific ability calculated to obtain credit everywhere, and was read with great pleasure and satisfaction. We by no means think such a project impossible.
 GLOBO - Los correos del Sur del sábado pasado por la noche no han confirmado la llegada del globo desde Inglaterra, los particulares que detallamos en nuestro corresponsal en nuestro Extra, estamos inclinados a creer que la inteligencia es errónea. La descripción del globo y del viaje fue escrita con una minuciosidad y habilidad científica calculada para obtener crédito en todas partes y fue leída con gran placer y satisfacción. De ninguna manera pensamos que tal proyecto sea imposible. 

## Importancia y recepción crítica
Poe describe el entusiasmo que su historia había despertado: reclama que el edificio del Sol fue "asediado" por las personas que querían copias del diario. "Yo nunca presencié emoción más intensa para conseguir posesión de un diario," escribió. El impacto de la historia refleja en la obsesión del periodo con progreso. Poe Añadió elementos realistas, hablando extensamente del diseño y sistema de propulsión del globo en detalles creíbles. Su uso de personas reales, incluyendo a William Harrison Ainsworth, también le dio crédito a la historia. El personaje de Monck Mason no era una persona real, aunque estaba fuertemente basado en Thomas Monck Mason; la historia tomó varios detalles del libro de Mason de 1836 Account of the Late Aeronautical Expedition from London to Weilburg.
"El camelo del globo" es como uno de los "cuentos de raciocinacación" de Poe (como "Los Crímenes de la Calle Morgue") al revés: más que desarmar cosas para solucionar un problema, Poe construye ficción para hacer que parezca cierto. La historia es también una forma temprana de ciencia ficción, específicamente respondiendo a la tecnología emergente de globos de aire caliente.
La historia puede después haber sido una inspiración para el libro La Vuelta al Mundo en Ochenta Días de Julio Verne. Como William Butcher señaló, Verne era un admirador temprano de Poe y su novela Cinq semaines en ballon (Cinco Semanas en un Globo) fue publicada dentro de un año de libro no-ficticio Edgar Poe et ses œuvres (Edgar Allan Poe y sus Obras). Verne incluso tiene un personaje que menciona la historia de Poe De la Tierra a la Luna. No es difícil ver los trabajos de Poe publicados en Francia, como Histoires extraordinaires ("Historias Extraordinarias"), como una de las influencias de Viajes extraordinaires ("Viajes Extraordinarios") de Verne.

## Vuelos reales transoceánicos más ligeros que el aire
El primer transporte más ligero que el aire en cruzar el Atlántico con la capacidad de transportar personas fue diseñado en 1919. El dirigible R-34 británico, una copia directa del L-33 alemán que chocó en Gran Bretaña durante la Primera Guerra Mundial.  El vuelo de 3559.5 millas de Gran Bretaña a la Ciudad de Nueva York duró 108 horas y 12 minutos.
El primer globo sin poder en cruzar el Océano Atlántico con la capacidad de transportar personas fue el Double Eagle II del 11 al 17 de agosto de 1978. El Pacífico fue cruzado en tres días por "globos de fuego" japoneses en 1944, exactamente 100 años después de la historia de Poe.